# Groupe des douze
Pour les articles homonymes, voir G12.
Le Groupe des douze (G12) est un groupement informel de treize pays dont les banques centrales coopèrent pour la régulation internationale de la finance.
Le G12 comprend les dix pays membres du Fonds monétaire international (FMI), formant l'original G10 établi en 1962, plus l'Australie et l'Espagne. Lorsque la Suisse rejoint le groupe en 1984, le nom du groupe est resté inchangé bien que comprenant 13 pays membres.